# Carla Spagnuolo
Carla Spagnuolo (Torino, 1º aprile 1945 – Torino, 3 febbraio 2017) è stata una politica italiana.

## Biografia
Nasce a Torino da una famiglia proveniente dal Sud Italia nel 1943. Nel 1969 si laurea e nel 1970 approda al Partito Socialista Italiano e successivamente diventa capo di gabinetto della giunta Viglione.
Nel 1980 è eletta nel Consiglio comunale di Torino, dove ricopre l’incarico di assessore dello stato civile, del decentramento e dell’anagrafe, poi quello di assessore all’istruzione.  Dal 1985 al 1990 ricopre il ruolo di assessore al Commercio e all’Artigianato occupandosi di diverse problematiche, dall’obbligo di smercio di specifiche tipologie di carne controllate alle verifiche a tappeto per contrastare le cosiddette “serrande selvagge”. Ha promosso varie iniziative per dare impulso alle categorie di commercianti, come la Fiera del Gran Balon, la mostra biennale di Antiquariato, l’apertura serale di negozi in vari periodi dell’anno. Sempre in quest’ottica nel novembre del 1989 si adopera affinché, finalmente, i mercati generali trovino un adeguato spazio in grado di fronteggiare la concorrenza ortofrutticola estera.
Risalente a questo periodo è il suo impegno alla pedonalizzazione del centro, senza la totale chiusura alle auto. Nel 1989 entra a far parte della direzione nazionale del PSI.
Nella quinta legislatura (1990-1995) è rieletta consigliere regionale del Piemonte ed è chiamata a presiederne l'assemblea, prima donna in Italia a ricoprire tale ruolo.
Nell’aprile 1991 è impegnata in una delegazione del consiglio regionale del Piemonte avente scopo di conoscere la realtà ambientale e sociale della Val Bormida, a causa dei fumi tossici provenienti dall’Acna. Si occupa della questione Fiat e degli effetti di questa sul sistema economico piemontese. Nel dicembre 1992 viene riconfermata all’Ufficio di presidenza del Consiglio regionale.
Il 5 e 6 novembre 1994 le zone di Cuneo e Alessandria sono colpite da una grave alluvione con l’esondazione del Tanaro. La giunta regionale è convocata in riunione straordinaria con la presenza del sottosegretario degli Interni Franco Gasparri, al Prefetto di Torino Claudio Gelati, e della presidente del Consiglio regionale Carla Spagnuolo, insieme ai tecnici del servizio geologico, del pronto intervento e della protezione civile. Nella stessa mattinata è richiesto lo stato di emergenza al capo del governo; il giorno seguente Gian Paolo Brizio parla con il Presidente della Repubblica Scalfaro per sollecitare il collegamento sia con i prefetti, per ogni possibile intervento, che con il primo ministro, Silvio Berlusconi. Spagnuolo viene rieletta consigliere regionale nella sesta legislatura dal 1995 al 2000. 
Viene candidata dai Socialisti Democratici Italiani alle elezioni europee del 1999, ottiene 4.099 preferenze nella circoscrizione nord-occidentale, non risulta eletta.
Nel 2010 quando la consigliera regionale Eleonora Artesio richiede un’indagine conoscitiva sull’organizzazione dei servizi sanitari per i detenuti, Spagnuolo annuncia una relazione che mette poi in luce la mancanza di un quadro informativo completo sulle prestazioni sanitarie in tutti gli istituti, la necessità di un monitoraggio e di una raccolta dei dati per valutazioni, il più possibile attendibili, allo stato di salute della popolazione detenuta, sulle patologie prevalenti, sul consumo di farmaci al fine di migliorare la trasparenza del sistema.
Si ritira dalla politica dopo lo scandalo "rimborsopoli" del 2012.
Dopo la sua morte, avvenuta nel 2017, le è stata dedicata una sala del Palazzo Lascaris, sede del Consiglio Regionale del Piemonte.